# Iglas
Iglas es un pueblo y tehsil situado en el distrito de Aligarh en el estado de Uttar Pradesh (India). Su población es de 15478 habitantes (2011). Se encuentra a 24 km de Aligarh.

## Demografía
Según el censo de 2001 la población de Iglas era de 11861 habitantes, de los cuales el 53% eran hombres y el 47% eran mujeres. Iglas tiene una tasa media de alfabetización del 65%, superior a la media nacional del 59,5%: la alfabetización masculina es del 73%, y la alfabetización femenina del 57%.